# Saint-Rémy-de-Provence
Saint-Rémy-de-Provence (Occitaans: Sant Romieg de Provença) is een gemeente in het Franse departement Bouches-du-Rhône in de regio Provence-Alpes-Côte d'Azur.Saint-Rémy-de-Provence telde op 1 januari 2022 9.547 inwoners, die Saint-Rémois(es) worden genoemd. De gemeente maakt deel uit van het arrondissement Arles en  van het gemeentelijk samenwerkingsverband Communauté de communes Vallée des Baux – Alpilles, waarvan het de centrumstad is.

## Economie
De belangrijkste economische sectoren zijn de landbouw en het toerisme.

## Geschiedenis

### Glanum
In de oudheid lag op het grondgebied van de gemeente de stad Glanum. Deze werd verlaten in de 3e eeuw.

### Saint-Rémy
Er ontstond een nieuwe bewoningskern rond de priorij Saint-Martin, gesticht in de 11e eeuw. Tot de 12e eeuw hing de stad af van de heren van Les Baux. In 1331 liet paus Johannes XXII de priorij seculariseren en vestigde er een kapittel. Hij liet ook een klokkentoren bouwen. In de middeleeuwen was Saint-Rémy een ommuurde stad met drie poorten: de Porte Notre-Dame, de Porte Saint-Martin en de Porte Sarrasine. Jeanne de Laval, weduwe van René I van Anjou die de titel van dame van Saint-Rémy droeg, verleende in 1482 bepaalde vrijheden aan de stad, waaronder het recht een wekelijkse markt te houden.
In 1818 stortte de kerk Saint-Martin tijdens restauratiewerken grotendeels in, waarbij de 14e-eeuwse klokkentoren wel bewaard bleef. Tussen 1821 en 1827 werd een nieuwe kerk gebouwd met financiële steun van koning Lodewijk XVIII.
De gemeente maakte voor 2015 deel uit van het kanton Saint-Rémy-de-Provence. Toen het kanton op 22 maart 2015 werd opgeheven werd Saint-Rémy-de-Provence opgenomen in het kanton Châteaurenard.

## Bezienswaardigheden
- Romeinse stad Glanum (archeologische site)
- Hôtel Estrine, met een museum gewijd aan de schilderkunst en grafische kunst van de 20e en 21e eeuw
- Hôtel de Sade, stadspaleis uit de Renaissance (15e-16e eeuw)
- Hôtel Mistral de Mondragon, stadspaleis uit de Renaissance (16e eeuw), met het Musée des Alpilles
- Musée Chabaud
- Collégiale Saint-Martin (Kapittelkerk)
- Saint-Paul-de-Mausole (voormalig klooster, kamer Vincent van Gogh en expositie van vereniging Valetudo)
- Schilderijenwandelroute Vincent van Gogh

Het natuurgebied Parc naturel régional des Alpilles ligt deels in de gemeente en sinds 2016 is de zetel van het natuurpark in Saint-Rémy-de-Provence gevestigd.

## Geografie
Het zuiden van de gemeente ligt in het massief van de Alpilles.
De oppervlakte van Saint-Rémy-de-Provence bedraagt 89,09 vierkante kilometer; Op 1 januari 2022 was de bevolkingsdichtheid 107,2 inwoners per km².
De onderstaande kaart toont de ligging van Saint-Rémy-de-Provence met de belangrijkste infrastructuur en aangrenzende gemeenten.

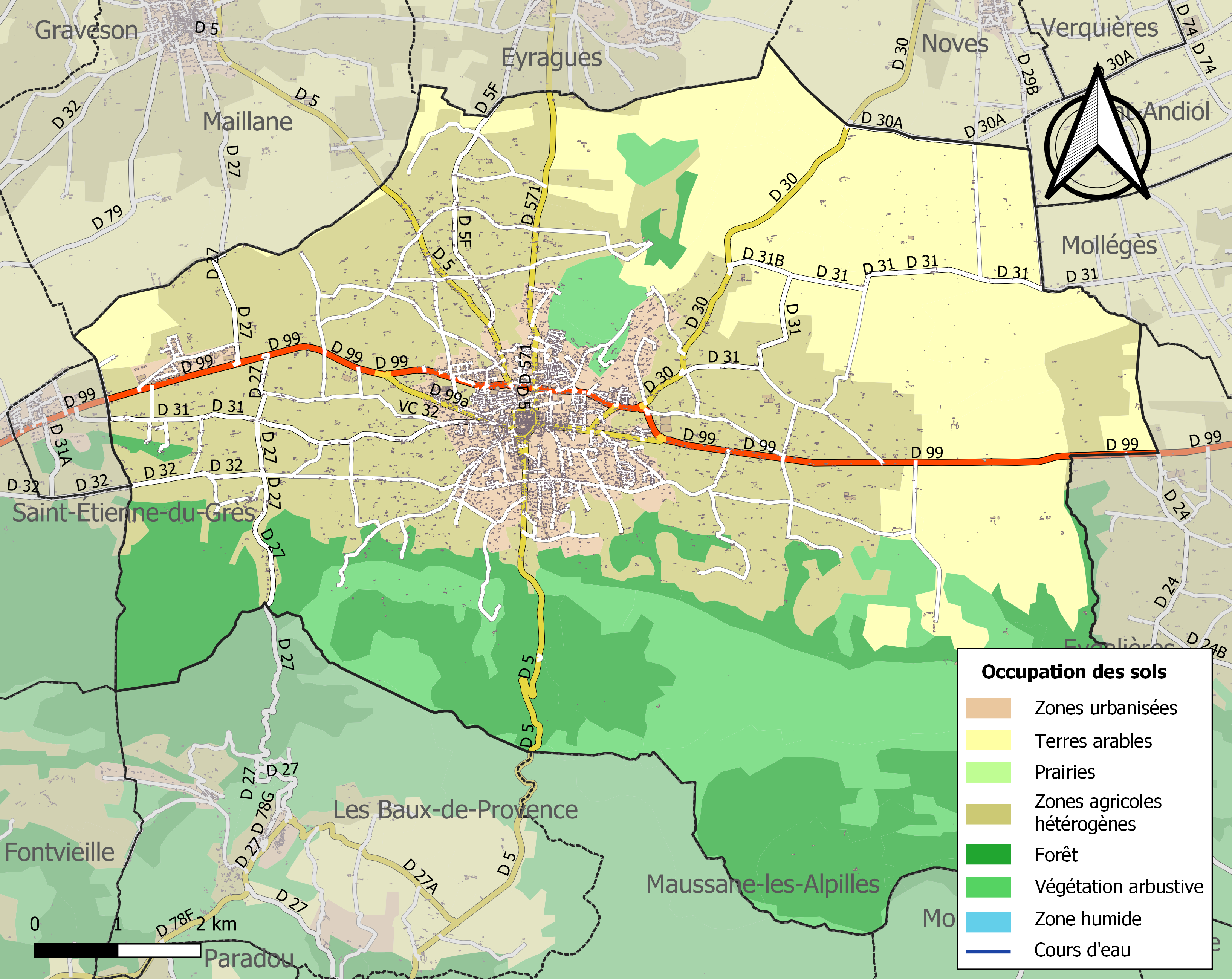

## Demografie
Onderstaande figuur toont het verloop van het inwonertal.
Vanwege een beveiligingsprobleem met de MediaWiki Graph-software is het momenteel niet mogelijk deze grafiek weer te geven. Zodra de software is bijgewerkt zal de grafiek vanzelf weer zichtbaar worden.

## Geboren
- Michel de Nostredame (Nostradamus) (1503-1566), apotheker en astroloog
- Jean-Marie Balestre (1921-2008), directeur in de autosport

## Overleden
- Maxime de la Falaise (1922-2009), Brits model en actrice
- Alice Miller (1923-2010), Zwitsers psychologe, schrijfster en kunstschilderes